# Barnpornografibrott
Barnpornografibrott är ett brott enligt svensk rätt. Barnpornografi legaliserades i Sverige 1972, när Lennart Geijer var justitieminister. 1980 blev det straffbart att sprida barnpornografi och även att framställa barnpornografi om man hade uppsåt att sprida den. Material med barnpornografiskt innehåll kan beslagtas av svensk polis sedan 1995. Sedan 1999 är innehav av barnpornografi förbjudet. Sedan 2010 är det förbjudet att betrakta en barnpornografisk bild. Brottet regleras i 16:e kapitlet i brottsbalken.

## Historik
Kommittén för lagstiftningen om yttrande- och tryckfrihet, den statliga utredning som 1969 lämnade förslag till att brottet "sårande av tukt och sedlighet" skulle avskaffas, föreslog att barnpornografi även i fortsättningen skulle vara förbjuden. Beskrivningar av sexuella övergrepp mot barn skulle enligt utredningens förslag inte tillhöra den pornografi som borde legaliseras. 
Tjugosju av 37 remissinstanser tillstyrkte en sådan fortsatt kriminalisering av barnpornografi. Justitiedepartementets proposition innehöll däremot ingen kriminalisering av bilder på sexuella övergrepp mot barn, utan all pornografi legaliserades 1972.

## Juridiska definitioner
Brottsbalken 16 kap. avgränsar barnpornografibrottet.

### Barnpornografibrottet
Det är brottsligt, att:
1. skildra barn i pornografisk bild,
2. sprida, överlåta, upplåta, förevisa eller på annat sätt göra en sådan bild av barn tillgänglig för någon annan,
3. förvärva eller bjuda ut en sådan bild av barn,
4. förmedla kontakter mellan köpare och säljare av sådana bilder av barn eller vidta någon annan liknande åtgärd som syftar till att främja handel med sådana bilder, eller
5. inneha en sådan bild av barn eller betrakta en sådan bild som han eller hon berett sig tillgång till 

### Definition av barn
Med barn avses en person vars pubertetsutveckling inte är fullbordad eller som är under arton år. Är pubertetsutvecklingen fullbordad, ska ansvar dömas ut bara om det av bilden och omständigheterna kring den framgår att den avbildade personen är under arton år.

### Straffsatser
För barnpornografibrott kan man dömas till fängelse i högst två år. Är brottet ringa, döms till böter eller fängelse i högst sex månader. Är brottet grovt, döms för grovt barnpornografibrott till fängelse i lägst sex månader och högst sex år. Vid bedömande av om brottet är grovt ska särskilt beaktas om det har begåtts yrkesmässigt eller i vinstsyfte, utgjort ett led i brottslig verksamhet som utövats systematiskt eller i större omfattning, avsett en särskilt stor mängd bilder eller avsett bilder där barnen är särskilt unga, utsätts för våld eller tvång eller utnyttjas på annat särskilt hänsynslöst sätt.

### Undantag från straffbarhet
Förbud mot skildring och innehav gäller inte den som framställer en pornografisk bild av barn, om skillnaden i ålder och utveckling mellan den avbildade personen och den som framställer bilden är ringa och omständigheterna i övrigt inte påkallar att ansvar döms ut. Inte heller gäller förbuden den som tecknar, målar eller på något annat liknande hantverksmässigt sätt framställer en sådan bild, om bilden inte är avsedd att spridas, överlåtas, upplåtas, förevisas eller på annat sätt göras tillgänglig för andra.
Även i andra fall ska en gärning inte utgöra brott, om gärningen med hänsyn till omständigheterna är försvarlig. Vad som är försvarligt definieras i lagens förarbeten. Hänsyn till konstnärliga intressen, allvarligt syftande nyhetsförmedling och vetenskapligt arbete tillhör det som av lagstiftaren anses göra barnpornografi försvarlig.

## Förslag och debatt

### Strikt artonårsgräns
I Sverige definieras barnpornografi som avbildning av person med ej fullgången pubertetsutveckling i sexuellt syfte. En utredning ledd av Solveig Riberdahl, på uppdrag av tidigare justitieminister Thomas Bodström, lade ett förslag att en strikt 18-årsgräns skall gälla. Andra förslag som lagts är att "systematiskt tittande" skall kriminaliseras och ett undantag att man själv ska kunna ta bilder av sig och sin underåriga partner utan att straffas. Bilderna måste dock förstöras på myndighetsdagen då undantaget upphör att gälla.
Att svensk lagstiftning utgår från könsmognad vid bedömning av barnpornografi, och ej en strikt 18-årsgräns, har resulterat i kritik från FN:s barnrättskommitté vars uppgift är att granska de länder som anslutit sig till Barnkonventionen.
Barnrättsorganisationen ECPAT Sverige driver anmälningssidan ECPAT Hotline dit allmänheten kan anmäla misstänkt barnsexhandel. Från 2015 års rapport går att utläsa att 98% av inkomna tips rörde dokumenterade sexuella övergrepp mot barn, det som i lagstiftningen kallas barnpornografi. Organisationen kritiserar att skyddet för barn som påbörjat sin pubertetsutveckling är svagt och menar att efterfrågan och tillgången på bilder och filmer där barnet har påbörjat sin pubertetsutveckling är stor, men att dessa bilder och filmer försvinner ur statistiken då det inte går att fastställa att det är ett barn på bilden.

### Barnpornografibegreppet
ECPAT Sverige riktar också kritik mot begreppet barnpornografi och menar att det är missvisande, då pornografi involverar vuxna deltagare som har möjlighet att ge medgivande, och oftast sprids lagligt. Pornografi är också lagligt att konsumera. Organisationen menar därför att ordet barnpornografi bär med sig innebörden att barnet deltar frivilligt och på lika villkor och att en bild eller film som skildrar en sexuell handling med barn är alltid ett sexuellt övergrepp eller våldtäkt. De menar vidare att begreppet är olyckligt då det med sin koppling till den lagliga pornografin förminskar brottet mot barnet och fråntar förövaren ansvar. Att det som i lagen kallas barnpornografi är bevismaterial på sexualbrott mot barn, ECPAT Sverige använder därför termen dokumenterade sexuella övergrepp på barn.
Internationellt används ofta termen child sexual abuse material. Interpol rekommenderar istället för det missvisande ordet barnpornografi att termen dokumenterade sexuella övergrepp på barn används.

### Tittandeförbud
Sveriges riksdag införde 2010 ett "tittandeförbud". Lagförslaget kritiserades av polisen som ansåg att den inte kommer att ha möjlighet att beivra brott mot en sådan, lag annat än om de beslagtar en dator i samband med andra brott. Man såg också problem med kombinationen att nuvarande lag även kan klassa påklädda ungdomar som pornografi.

### Mangamålet
I samband med Mangamålet där Simon Lundström, översättare av japanska tecknade serier, först dömdes och sedan friades för innehav av tecknade bilder återuppväcktes en debatt om tecknade bilder bör bedömas som barnpornografi. Dagens Nyheters ledarredaktion skrev att argumentet att själva existensen av pornografiska bilder skulle vara kränkande för barn generellt var en "vulgär relativisering av ett djävulskt brott" och att det var ett hån mot barnpornografins verkliga offer att jämföra en penetration av ett litet barn med "något slags allmänt lidande över att vi lever i en värld där barn sexualiseras".